# Polycheria obtusa
Polycheria obtusa is een vlokreeftensoort uit de familie van de Dexaminidae. De wetenschappelijke naam van de soort is voor het eerst geldig gepubliceerd in 1882 door Thomson.